# Thermonectus basillaris
Thermonectus basillaris är en skalbaggsart som först beskrevs av Harris 1829.  Thermonectus basillaris ingår i släktet Thermonectus och familjen dykare.

## Underarter
Arten delas in i följande underarter:
- T. b. basillaris
- T. b. galapagoensis

## Bildgalleri

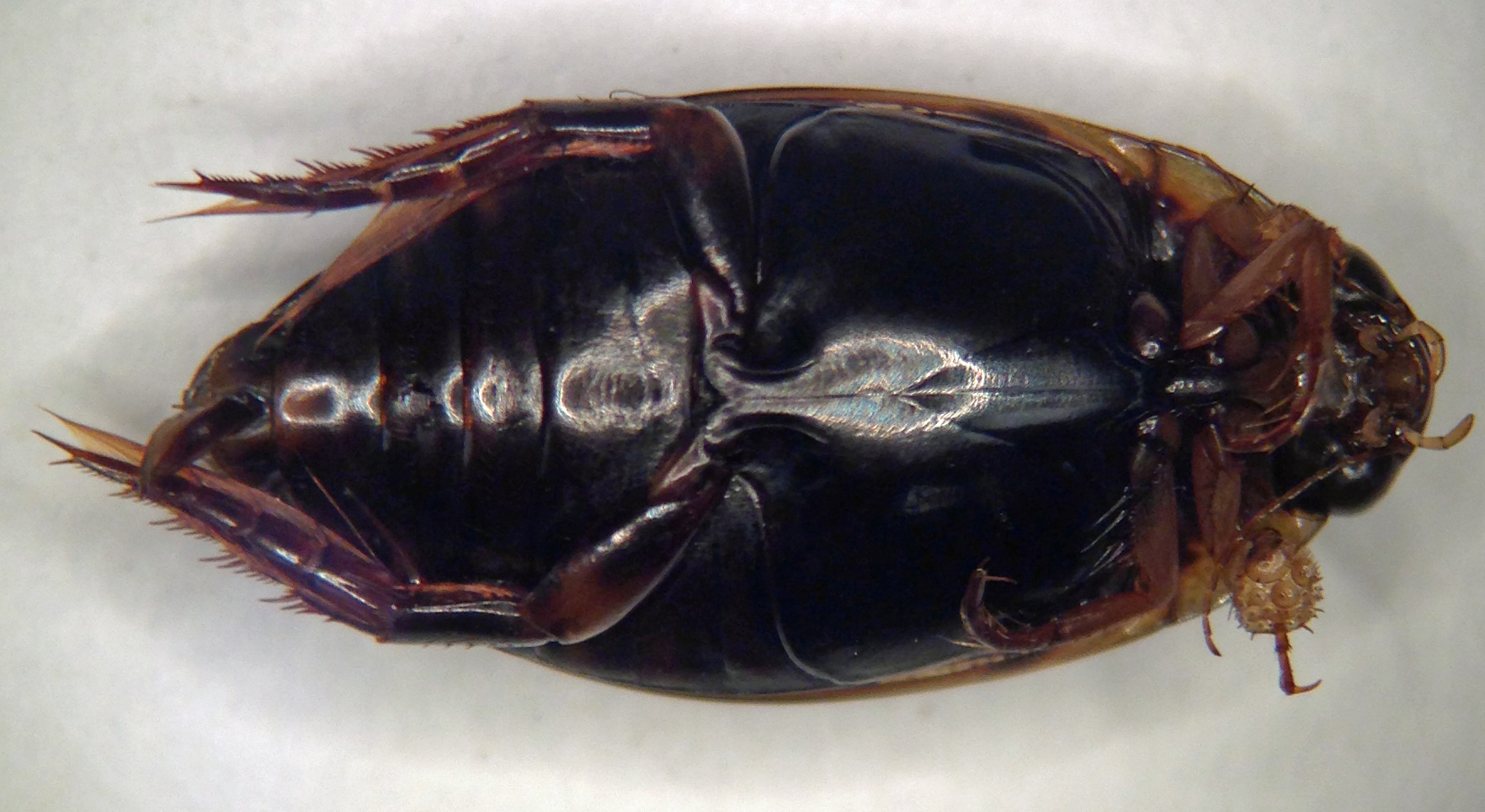